# Годехард Шрам
Годехард Шрам (на немски: Godehard Schramm) е немски белетрист, поет, есеист и преводач.

## Биография и творчество
Годехард Шрам е роден през 1943 г. в Констанц край Боденското езеро. От 1948 г. прекарва детството си в Талмесинг, Средна Франкония. Баща му е преподавател в основно училище.
Шрам следва славистика в Ерланген и Москва. След това през 70-те години става съиздател на литературното списание „UmDruck“.
От 1976 г. е член на немския ПЕН клуб.
Цетрална тема на творчеството му е мястото на франконската родина в Европа. „Родина“ означава за него: място на спомена за закътаност и близост, а също за разочарование и тъга; пространство за срещи с хора, техния опит, начин на живот и социални проблеми, както и пространство за дирене на трансценденция.
Пасажи на франконски и алемански диалект са характерни за текстовете му наред с разискването на християнски теми и символи, а също на многообразната делнична култура в европейски региони като Италия, Франция, Холандия, Полша и Украйна. Почти винаги при това авторът се интересува от четиризвучието „човек, вяра, култура и природа“.
Годехард Шрам живее като писател на свободна практика в Нюрнберг и едно селце в Средна Франкония.

### Проза, теоретически текстове, есета
- Nachts durch die Biscaya, Prosa, 1978
- Der Traumpilot, Roman, 1978
- Der russische Dichter Jewgeni Jewtuschenko. Sein lyrisches Werk 1952–1982, Dissertation, Universität Erlangen, 1986
- Wandererphantasie: fränkische Heimat in Europa; Reisetagebücher 1983-1988, 1988
- Russland ist mit dem Verstand nicht zu begreifen. Selbstbildnisse der russischen Seele (Hrsg.), 1989
- DonauVenedig. Ein Sommer in Regensburg, 1995
- Die Sonnenrose, Roman
- Reisen nach NEA-polis. Jugendzeit in Neustadt an der Aisch, 2000
- Mein Gardasee. Eine literarische Liebeserklärung an eine Landschaft, 2001
- Mein Königreich war ein Apfelbaum. Kindheitsroman, 2005
- Ein Weltreich: Mein Dorf, Tagebuch-Roman, 2007
- 888 Meter Heimat. Nürnberg von einer Straße aus erzählt, 2007
- Der Kanzler und der See: Lago di Como - Land und Leute, Kultur und Konrad Adenauer, 2012
- Reisetagebücher und Landschaftserzählungen
- Arbeiten zur bildenden Kunst
- WeitLandWeit - GroßstadtlosGroß, 2016

### Поезия
- Lieber rot als rot, Gedichte, mit Grafiken von Peter Wörfel, 1970
- Nürnberger Bilderbuch, Gedichte, mit Bildern von Michael Mathias Prechtl, 1970
- Meine Lust ist größer als mein Schmerz, Gedichte, 1975
- Marabu küsst Sultanine, Deutsch-arabisches Liebesgedicht. Mit 14 Aquarellen von Jörg Remé, 2015

## Награди и отличия
- 1971: „Нюрнбергска награда“
- 1976: Mitglied der Münchner Turmschreiber
- 1981: Bayerischer Kunstförderpreis in der Sparte Literatur
- 1984: Amsterdam-Preis: Kulturstiftung Deutschland – Niederlande
- 1987: „Награда Волфрам фон Ешенбах“ (поощрение)
- 1990: „Награда Фридрих Баур“
- 1993: Mitglied des Pegnesischen Blumenordens
- 1996: „Федерален орден за заслуги“ на лента
- 1998: Otto-Grau-Kulturpreis
- 1999: Else-Heiliger-Stipendium der Konrad-Adenauer-Stiftung
- 2001: Kulturpreis der Oberfrankenstiftung, Bayreuth
- 2003: „Награда Волфрам фон Ешенбах“
- 2003: Ehrenkreuz des Pegnesischen Blumenordens
- 2004: Preis des Kulturfonds der Familie Tucher
- 2007: Ordine al Merito della Repubblica Italiana